# 任煒雄
任煒雄（Yam Wai Hung，1962年7月10日—），退役香港職業足球員，於球員時代司職守門員，曾經入選香港足球代表隊，出身於香港甲組足球聯賽球會愉園。任煒雄亦先後參與過香港電影演出、電視台體育評述員、報章體育記者及球隊教練等事務，後來擔任香港甲組足球聯賽球隊屯門普高總監，被香港傳媒及球迷暱稱為任總或任Sir（讀音：飲），並且有金句王的外號。

## 球員生涯
球員時代，出身於愉園，先後效力於南華、天天、駒騰、發景及二合等多支香港甲組足球聯賽球隊，並且入選過香港足球代表隊，及有份參加1990年的北京亞運足球賽。

## 娛樂圈
演藝
因為與天天足球隊班主洪金寶的關係，任煒雄於1990年開始參與電影演出，演出過《脂粉雙雄》、《黐線枕邊人》及《逃學英雄傳》等多齣電影。
體育評述員
任煒雄退休後曾經在衛視體育台擔任體育評述員，以普通話評述足球比賽。
體育記者
1999年，任煒雄在當年新創刊的《太陽報》短暫任職為體育記者。

## 領隊生涯
任煒雄近年先後擔任灣仔、離島及屯門足球會等足球隊負責人，更因為被離島足球隊撤銷代表資格而與離島區議會對薄公堂，最終被判敗訴。
2008年夏天，任煒雄向石硤尾借用會籍，以香港丙組（甲）足球聯賽球隊屯門足球會球員加上4名國援，組織成為屯門普高參加香港甲組足球聯賽，他本人擔任球隊總監，因而被香港傳媒及球迷暱稱為任總。
2009年9月，屯門普高傳出財政出現困難。10月17日在青衣運動場舉行的甲組聯賽，因為球員士氣低落而以1－9慘敗於和富大埔，任煒雄於比賽後承認球隊已經拖欠了球員9月份的薪金。

## 金句摘錄
出任屯門普高總監期間，任煒雄因為經常於傳媒面前發表連番妙論，被稱為「金句王」。
- 2008年9月20日，屯門普高面對主教練曾偉忠離職的南華，球隊被轟炒9球後，任煒雄解釋是役排陣，表示刻意收起內援，以本土球員為正選，是要讓球員知道「拾級而上好過從天而降，香港足球需要養份，鋼鐵是這樣煉成的。」對於對手南華主教練曾偉忠離職，任煒雄表示：「對南華嘅（的）遭遇，身同感受。」
- 2009年1月18日，於球隊以1－1爆冷逼和公民連續兩場聯賽搶分成功後說：「僥倖不會重覆降臨！」
- 2009年4月初，護級大戰前對於球隊首席射手張天德憤然退隊，任煒雄表達了惋惜之情：「我給他8號球衣，又說他是奧巴馬，因為We need change，結果他為球隊帶來改變，也改變了我很多，我永遠也不會忘記這個球員。他是一個基督徒，我都好希望他能像《十誡》中的摩西，帶領我們走過紅海。」
- 護級大戰2：1擊敗淦源後，任煒雄熱淚盈眶地說：「作為教練，如果對賭波有研究，怎樣為青少年樹立形象？」並且呼籲球迷：「給青少年犯錯的機會，不要一棍打死他們。」
- 對於屯門普高有限公司清盤，任煒雄說「清盤清得好！」他解釋既然雙方不能夠再合作，這個做法也不錯[4]。

## 個人榮譽
香港足球明星選舉最佳十一人 一次（1989-90季度）

## 外部連結
- 屯門普高球會網頁
- 香港影庫演員資料 （页面存档备份，存于）